# کلیسای زیون، باتیکالوا
کلیسای زیون (انگلیسی: Zion Church) یک کلیسای آزاد اوانجلیکال که در باتیکالوا واقع شده‌است. این کلیسا در جاده 34A در استان شرقی قرار گرفته‌است.